# Associação das Federações de Futebol do Azerbaijão
A Associação das Federações de Futebol do Azerbaijão, AFFA (em azeri:  Azərbaycan Futbol Federasiyaları Assosiasiyası, em russo:  Ассоциация футбольных федераций Азербайджана, АФФА), é o órgão que administra o futebol do Azerbaijão, comandando os campeonatos nacionais e a seleção azeri de futebol. A associação está localizada na capital Baku.

## Historial no Campeonato da Europa
- Organizações: 0
- Participações: 0
- Títulos: 0
- Finais: 0
- Ronda de qualificação:
  - Presenças: 3
  - Jogos: 28
  - Vitórias: 2
  - Empates: 3
  - Derrotas: 23
  - Golos marcados: 13
  - Golos sofridos: 75